# Saint-Seurin-de-Prats
Saint-Seurin-de-Prats (okzitanisch: Sent Sieurin de Prats) ist eine südwestfranzösische Gemeinde mit 461 Einwohnern (Stand 1. Januar 2022) im Département Dordogne in der Region Nouvelle-Aquitaine.

## Lage
Saint-Seurin-de-Prats liegt auf dem Nordufer der Dordogne in einer Höhe von etwa 10 Metern ü. d. M. im äußersten Westen des Départements Dordogne nahe der Grenze zum Département Gironde. Die nächstgelegene größere Stadt ist das etwa 39 Kilometer (Fahrtstrecke) östlich gelegene Bergerac, der Hauptort des Arrondissements. An der östlichen Gemeindegrenze mündet das Flüsschen Estrop in die Dordogne.

## Bevölkerungsentwicklung
| Jahr      | 1962 | 1968 | 1975 | 1982 | 1990 | 1999 | 2006 | 2017 |
| Einwohner | 514  | 461  | 451  | 476  | 491  | 488  | 494  | 494  |

Bereits im 19. Jahrhundert sank die Zahl der Einwohner von etwa 950 im Jahr 1800 auf etwa 575 im Jahr 1900.

## Wirtschaft
In früheren Zeiten lebten die Einwohner der Gemeinde als Selbstversorger von der Landwirtschaft, zu der auch der Weinbau und ein wenig Viehwirtschaft gehörten. Bereits seit mittelalterlicher Zeit wurde ein Teil des in der Gegend produzierten Weines in Fässern und auf Flößen oder Lastkähnen über die Dordogne und die Häfen an der Gironde nach England und Nordeuropa verschifft. Die auf den Böden des Gemeindegebietes gereiften Weine werden über die Appellationen Montravel, Bergerac, Côtes de Bergerac und Périgord vermarktet, doch spielt die Vermietung von Ferienwohnungen (gîtes) ebenfalls eine wichtige Rolle im wirtschaftlichen Leben der Gemeinde.

## Sehenswürdigkeiten
- Die Pfarrkirche (Église Saint-Seurin) ist ein imposanter neoromanischer Bau mit Querhaus aus der Mitte des 19. Jahrhunderts, dessen Fassadengestaltung sich beim Formenrepertoire der mittelalterlichen Kirchen der Charente und der Saintonge bedient. Die Fassade wird von einem Glockengiebel überhöht, dessen dreibogige Gestaltung an ein – im Südwesten Frankreichs so beliebtes – Triumphbogenschema erinnert.
- Auf dem freien Platz neben der Kirche steht ein Klauenstand (travail) zur Säuberung und Pflege der Hufe von Arbeitstieren (Pferde und Ochsen).
- Das Château de Prats (44° 49′ 34″ N, 0° 3′ 53″ O) ist ein zweigeschossiger klassizistischer Bau aus der zweiten Hälfte des 18. Jahrhunderts. Markantes Kennzeichen ist der mit vier Säulen mit ionischen Kapitellen gestaltete und von einem Dreiecksgiebel überdachte Portikus. Der im Privatbesitz befindliche Bau wurde im Jahr 1974 als Monument historique[1] anerkannt.
- In der Umgebung des Ortes finden sich noch drei weitere Landsitze: Château de Montvert (17. Jh.), Château de Pitray (18. Jh.), Château du Vigneau (18. Jh.). Zum Château de Montvert gehört ein auf vier Stützen stehendes Taubenhaus (pigeonnier) aus Fachwerk.